# Verdensrekord i atletik
|  | Sammenskrivningsforslag Artiklerne Verdensrekorder i atletik, Verdensrekord i atletik er foreslået sammenskrevet. (Siden januar 2017) Diskutér forslaget |

## Herrer
100 m
- 10,0 Armin Hary GER Zurich 21.06.1960
- 10,0 Harry Jerome USA Saskatoon 15.07.1960
- 10,0 Horacio Esteves VEN Caracas 15.08.1964
- 10,0 Robert Hayes USA Tokyo 15.10.1964
- 10,0 James Hines USA Modesto 27.05.1967
- 10,0 Enrique Figuerola CUB Budapest 17.06.1967
- 10,0 Paul Nash RSA Krugersdorp 02.04.1968
- 10,0 Oliver Ford USA Albuquerque 31.05.1968
- 10,0 Charles Greene USA Sacramento 20.06.1968
- 10,0 Roger Bambuck FRA Sacramento 20.06.1968
- 9,9 James Hines USA Sacramento 20.06.1968
- 9,9 Ronnie Ray Smith USA Sacramento 20.06.1968
- 9,9 Charles Greene USA Sacramento 20.06.1968
- 9,9 Eddie Hart USA Eugene 01.07.1972
- 9,9 Reynaud Robinson USA Eugene 01.07.1972
- 9,9 Steve Williams USA Los Angeles 21.06.1972
- 9,9 Silvio Leonard CUB Ostrava 05.06.1975
- 9,9 Steve Williams USA Siena 16.07.1975
- 9,9 Williams USA Berlin 22.08.1975
- 9,9 Williams USA Gainesville 27.03.1976
- 9,9 Harvey Glance USA Columbia 03.04.1976
- 9,9 Harvey Glance USA Baton Rouge 01.05.1976
- 9,9 Donald Quarrie JAM Modesto 22.05.1976

Elektronisk tidtagning
- 9,95 James Hines USA Mexico City 14.10.1968
- 9,93 Calvin Smith USA Colorado Springs 03.07.1983
- 9,93 Carl Lewis USA Rome 30.08.1987
- 9,92 Carl Lewis USA Seoul 24.09.1988
- 9,90 Leroy Burrell USA New York 14.06.1991
- 9,86 Carl Lewis USA Tokyo 25.08.1991 (+1.2)
- 9,85 Leroy Burrell USA Lausanne 06.07.1994 (+1.2)
- 9,84 Donovan Bailey CAN Atlanta 29.07.1996 (+0.7)
- 9,79 Maurice Greene USA Athens 16.06.1999 (+0.1)
- 9,78 Tim Montgomery USA Paris 14.09.2002 (+2.0)
- 9,77 Asafa Powell JAM Athens 14.06.2005 (+1.9)
- 9,77 Justin Gatlin USA Doha 12.05.2006 (+1.7)
- 9,77 Asafa Powell JAM Gateshead 11.06.2006 (+1.5)
- 9,77 Asafa Powell JAM Zurich 18.08.2006 (+1.0)
- 9,74 Asafa Powell JAM Rieti 09.09.2007 (+1.7)
- 9,72 Usian Bolt JAM New York 30.05.2008 (+1.7)
- 9,69 Usian Bolt JAM Beijing 16.08.2008
- 9,58 Usian Bolt JAM Berlin 16.08.2009

200 m
- 20,6 Andrew Stanfield USA Philadelphia 26.5.1951
- 20,6 Stanfield USA Los Angeles 28.6.1952
- 20,6 Thane Baker USA Bakersfield 23.6.1956
- 20,6 Bobby Morrow USA Melbourne 27.11.1956
- 20,6 Manfred Germar GER Wuppertal 1.10.1958
- 20,6 Ray Norton USA Berkeley 19.3.1960
- 20,6 Norton USA Philadelphia 30.4.1960
- 20,5 Peter Radford GBR Wolverhampton 28.5.1960
- 20,5 Stone Johnson USA Palo Alto 2.7.1960
- 20,5 Ray Norton USA Palo Alto 2.7.1960
- 20,5 Livio Berruti ITA Rome 3.9.1960
- 20,5 Berruti ITA Rome 3.9.1960
- 20,5 Paul Drayton USA Walnut 23.6.1962
- 20,3 Henry Carr USA Tempe 23.3.1963
- 20,2 Carr USA Tempe 4.4.1964
- 20,0 Tommie Smith USA Sacramento 11.6.1966
- 19,8 Smith USA Mexico City 16.10.1968
- 19,8 Don Quarrie JAM Cali 3.8.1971
- 19,8 Quarrie JAM Eugene 7.6.1975

Elektronisk tidtagning
- 19,83 Tommie Smith USA Mexico City 16.10.1968
- 19,72 Pietro Mennea ITA Mexico City 12.09.1979
- 19,66 Michael Johnson USA Atlanta 23.06.1996 (+1.7)
- 19,32 Michael Johnson USA Atlanta 01.08.1996
- 19,30 Usian Bolt JAM Beijing 20.08.2008
- 19,19 Usian Bolt JAM Berlin 20.08.2009

400 m
- 47,8 Maxey Long USA New York 29.9.1900
- 47,4 James Meredith USA Cambridge 27.5.1916
- 47,0 Emerson Spencer USA Palo Alto 12.5.1928
- 46,4 Benjamin Eastman USA Palo Alto 26.3.1932
- 46,2 William Carr USA Los Angeles 5.8.1932
- 46,1 Archibald Williams USA Chicago 19.6.1936
- 46,0 Rudolf Harbig GER Frankfurt am Main 12.8.1939
- 46,0 Glover Klemmer USA Philadelphia 29.6.1941
- 46,0 Herbert McKenley JAM Berkeley 5.6.1948
- 45,9 McKenley JAM Milwaukee 2.7.1948
- 45,8 George Rhoden JAM Eskilstuna 22.8.1950
- 45,4 Louis Jones USA Mexico City 18.3.1955
- 45,2 Jones USA Los Angeles 30.6.1956
- 44,9 Otis Davis USA Rome 6.9.1960
- 44,9 Carl Kaufmann GER Rome 6.9.1960
- 44,9 Adolph Plummer USA Tempe 25.5.1963
- 44,9 Mike Larrabee USA Los Angeles 12.9.1964
- 44,5 Tommie Smith USA San José 20.5.1967
- 44,1 Larry James USA South Lake Tahoe 14.9.1968
- 43,8 Lee Evans USA Mexico City 18.10.1968

Elektronisk tidtagning
- 43,86 Lee Evans USA Mexico City 18.10.1968
- 43,29 Harry 'Butch' Reynolds USA Zurich 17.08.1988
- 43,18 Michael Johnson USA Sevilla 26.08.1999

800 m
- 1.52,8 Melvin E. Sheppard USA London 21.07.1908
- 1.51,9 James E. Meredith USA Stockholm 08.07.1912
- 1.51,6 Otto Peltzer GER London 03.07.1926
- 1.50,6 Séra Martin FRA Colombes 14.07.1928
- 1.49,8 Thomas Hampson GBR Los Angeles 02.08.1932
- 1.49,8 Benjamin Eastman USA Princeton 16.06.1934
- 1.49,7 Glenn Cunningham USA Stockholm 20.08.1936
- 1.49,6 Elroy Robinson USA New York 11.07.1937
- 1.48,4 Sydney Wooderson GBR Motspur Park 20.08.1938
- 1.46,6 Rudolf Harbig GER Milan 15.07.1939
- 1.45,7 Roger Moens BEL Oslo 03.08.1955
- 1.44,3 Peter Snell NZL Christchurch 03.02.1962
- 1.44,3 Ralph Doubell AUS Mexico City 15.10.1968
- 1.44,3 David Wottle USA Eugene 01.07.1972
- 1.43,7 Marcello Fiasconaro ITA Milan 27.06.1973
- 1.43,50 Alberto Juantorena CUB Montreal 25.07.1976
- 1.43,44 Juantorena CUB Sofia 21.08.1977
- 1.42,33 Sebastian Coe GBR Oslo 05.07.1979
- 1.41,73 Coe GBR Firenze 10.06.1981
- 1.41,73 Wilson Kipketer DEN Stockholm 07.07.1997
- 1.41,24 Kipketer DEN Zurich 13.08.1997
- 1.41,11 Kipketer DEN Cologne 24.08.1997
- 1.41,09 David Rudisha KEN Berlin 22.08.2010

1 500 m
- 3.55,8 Abel Kiviat USA Cambridge 8.6.1912
- 3.54,7 John Zander SWE Stockholm 5.8.1917
- 3.52,6 Paavo Nurmi FIN Helsinki 19.6.1924
- 3.51,0 Otto Peltzer GER Berlin 11.9.1926
- 3.49,2 Jules Ladoumégue FRA Paris 5.10.1930
- 3.49,2 Luigi Beccali ITA Turin 9.9.1933
- 3.49,0 Beccali ITA Milan 17.9.1933
- 3.48,8 William Bonthron USA Milwaukee 30.6.1934
- 3.47,8 John Lovelock NZL Berlin 6.8.1936
- 3.47,6 Gunder Hägg SWE Stockholm 10.8.1941
- 3.45,8 Hägg SWE Stockholm 17.7.1942
- 3.45,0 Arne Andersson SWE Gothenburg 17.8.1943
- 3.43,0 Gunder Hägg SWE Gothenburg 7.7.1944
- 3.43,0 Lennart Strand SWE Malmö 15.7.1947
- 3.43,0 Werner Lueg GER Berlin 29.6.1952
- 3.42,8 Wesley Santee USA Compton 4.6.1954
- 3.41,8 John Landy AUS Turku 21.6.1954
- 3.40,8 Sándor Iharos HUN Helsinki 28.7.1955
- 3.40,8 László Tábori HUN Oslo 6.9.1955
- 3.40,8 Gunnar Nielsen DEN Oslo 6.9.1955
- 3.40,6 István Rózsavölgyi HUN Tata 3.8.1956
- 3.40,2 Olavi Salsola FIN Turku 11.7.1957
- 3.40,2 Olavi Salonen FIN Turku 11.7.1957
- 3.38,1 Stanislav Jungwirth TCH Stará Boleslav 12.7.1957
- 3.36,0 Herbert Elliott AUS Gothenburg 28.8.1958
- 3.35,6 Elliott AUS Rome 6.9.1960
- 3.33,1 James Ryun USA Los Angeles 8.7.1967
- 3.32,2 Filbert Bayi TAN Christchurch 2.2.1974
- 3.32,03 Sebastian Coe GBR Zurich 15.8.1979
- 3.31,36 Steve Ovett GBR Koblenz 27.8.1980
- 3.31,24 Sydney Maree USA Cologne 28.8.1983
- 3.30,77 Steve Ovett GBR Rieti 4.9.1983
- 3.29,67 Steve Cram GBR Nizza 16.7.1985
- 3.29,46 Said Aouita MAR Berlin 23.8.1985
- 3.28,86 Noureddine Morceli ALG Rieti 6.9.1992
- 3.27,37 Morceli ALG Nizza 12.7.1995
- 3.26,00 Hicham El Guerrouj MAR Rome 14.7.1998

5 000 m
- 14.36,6 Hannes Kolehmainen FIN Stockholm 10.6.1912
- 14.35,4 Paavo Nurmi FIN Stockholm 12.9.1922
- 14.28,2 Paavo Nurmi FIN Helsingfors 19.6.1912
- 14.17,0 Lauri Lehtinen FIN Helsingfors 19.6.1932
- 14.08,8 Taisto Mäki FIN Helsingfors 16.6.1939
- 13.58,2 Gunder Hägg SWE Göteborg 20.9.1942
- 13.57,2 Emil Zátopek TCH Paris 30.5.1954
- 13.56,6 Vladimir Kuts URS Bern 29.8.1954
- 13.51,6 Chris Chataway GBR London 13.10.1954
- 13.51,2 Vladimir Kuts URS Prag 23.10.1954
- 13.50,8 Sandor Iharos HUN Budapest 10.9.1955
- 13.46,8 Vladimir Kuts URS Belgrad 18.9.1955
- 13.40,6 Sandor Iharos HUN Budapest 23.10.1955
- 13.36,8 Gordon Pirie GBR Bergen 19.6.1956
- 13.35,0 Vladimir Kuts URS Rom 13.10.1957
- 13.34,8 Ron Clarke AUS Hobart 16.1.1965
- 13.33,6 Ron Clarke AUS Auckland 1.2.1965
- 13.25,8 Ron Clarke AUS Compton 4.6.1965
- 13.24,2 Kipchoge Keino KEN Auckland 30.11.1965
- 13.16,6 Ron Clarke AUS Stockholm 5.7.1966
- 13.16,4 Lasse Virén FIN Helsingfors 14.9.1972
- 13.13,0 Emil Puttemans BEL Bryssel 20.9.1972
- 13.12,86 Dick Quax NZL Stockholm 5.7.1977
- 13.08,4 Henry Rono KEN Berkeley 8.4.1978
- 13.06,20 Henry Rono KEN Knarvik 13.9.1981
- 13.00,41 David Moorcroft GBR Oslo 7.7.1982
- 13.00,40 Said Aouita MOR Oslo 27.7.1985
- 12.58,39 Said Aouita MOR Rom 22.7.1987
- 12.56,96 Haile Gebrselassie ETH Hengelo 4.6.1994
- 12.55,30 Moses Kiptanui KEN Rom 6.6.1995
- 12.44,39 Haile Gebrselassie ETH Zürich 16.8.1995
- 12.41,86 Haile Gebrselassie ETH Zürich 13.8.1997
- 12.39,74 Daniel Komen KEN Bryssel 22.8.1997
- 12.39,36 Haile Gebrselassie ETH Helsingfors 13.6.1998
- 12.37,35 Kenenisa Bekele ETH Hengelo 31.5.2004